# Dietrich Thurau
Dietrich „Didi“ Thurau (* 9. November 1954 in Frankfurt am Main, Schwanheim) ist ein ehemaliger deutscher Radrennfahrer.

## Radsport-Karriere
Bereits als Jugend- und Junioren-Fahrer galt Thurau als eines der größten westdeutschen Talente im Radsport. Sein erster größerer Erfolg war der Sieg im Etappenrennen Dusika-Tour 1972, der bedeutendsten Etappenfahrt für Junioren in Österreich.
Nach dem Sieg bei den Bahn-Radweltmeisterschaften 1974 mit dem Bahnvierer („Kilian-Vierer“) trat er noch im Oktober desselben Jahres als knapp 20-Jähriger zum Profi-Radsport über und wurde Mitglied des Radsportteams TI-Raleigh.
Als Jungprofi hatte Thurau einige Erfolge aufzuweisen und war u. a. zweimal deutscher Straßen-Meister: Das erste Mal im Juni 1975 im Alter von 20 Jahren bei den in Diekirch ausgetragenen Drei-Nationen-Meisterschaft Deutschlands, Luxemburgs und der Schweiz. Er wurde Gesamtvierter der Vuelta a España 1976, bei der er den Prolog und vier Etappen gewann.
Im Alter von 22 Jahren debütierte Thurau 1977 erfolgreich bei der Tour de France: Er gewann den Prolog der Tour de France 1977, trug in der Folge 15 Tage lang das Gelbe Trikot des Gesamtführenden und überstand dabei auch die Bergetappen über die Pyrenäen. Erst in den Alpen nach dem Bergzeitfahren der 15. Etappe von Morzine nach Avoriaz musste er die Führung an den späteren Sieger Bernard Thévenet abgeben. Insgesamt erzielte Thurau außer dem Prolog vier weitere Tageserfolge, darunter die schwere Pyrenäenetappe, die bereits am zweiten Tag von Auch über den Col du Tourmalet nach Pau führte, und das Einzelzeitfahren über eine Distanz von 30 Kilometern der 5. Etappe, bei dem er Rekordsieger Eddy Merckx als Etappenzweiten um 50 Sekunden distanzieren konnte. Thurau wurde am Ende der Rundfahrt Fünfter der Gesamtwertung und gewann die Nachwuchswertung.
Die Erfolge Thuraus auf Frankreichs Straßen verhalfen dem Radsport in Deutschland kurzfristig zu einer ungeahnten Popularität, vergleichbar nur mit der öffentlichen Aufmerksamkeit, die Jan Ullrichs Sieg 20 Jahre später auslöste. 1977 wurde er zum Sportler des Jahres 1977 gewählt. Der damalige Bürgermeister von Paris, Jacques Chirac, meinte über den „blonden Engel“: „Seit Konrad Adenauer hat keiner so viel für die deutsch-französische Freundschaft getan wie Dietrich Thurau.“
1977 blieb das stärkste Jahr in der Karriere Thuraus. Er wurde zudem noch in Venezuela bei der Weltmeisterschaft Zweiter hinter dem Italiener Francesco Moser. Im selben Jahr gewann er auch den Großen Preis der Dortmunder Union-Brauerei.
1978 wechselte Thurau für zwei Jahre zur belgischen Mannschaft IJsboerke. In den Folgejahren konnte er nicht mehr an seine früheren Leistungen anknüpfen. Er gewann je einmal die Klassiker Lüttich–Bastogne–Lüttich 1979 und Meisterschaft von Zürich (1978). Bei der Tour de France 1979 gelang ihm noch einmal ein Etappensieg. Im Gesamtklassement belegte er am Ende den zehnten Platz und wurde Zweiter in der Punktewertung.

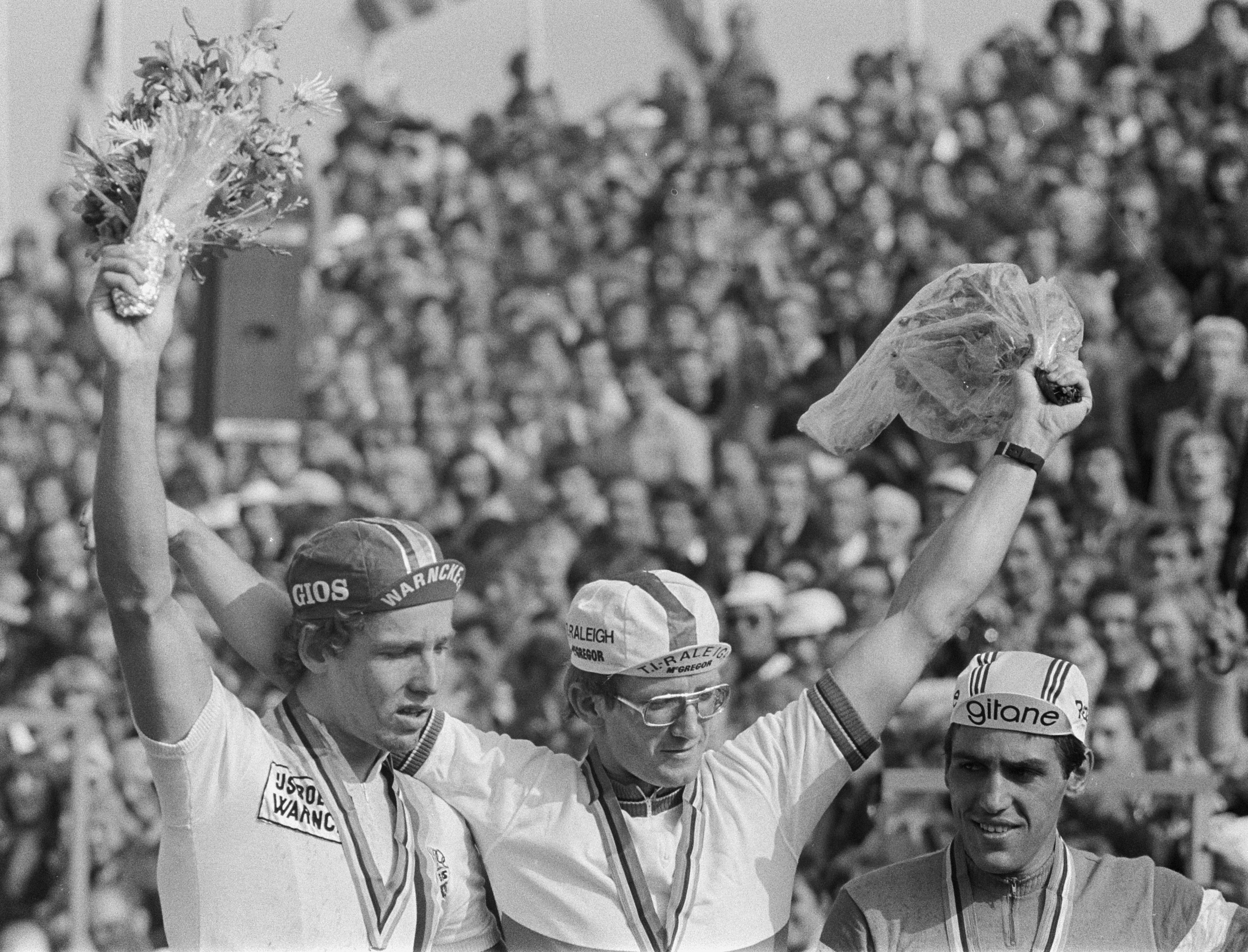
Thurau (l.) als Vize-Weltmeister bei der Straßen-WM 1979

1979 kam Thurau auf den zweiten Platz bei der Weltmeisterschaft im niederländischen Valkenburg hinter Jan Raas. Die drei weiteren Teilnahmen Thuraus an der Tour de France in den 1980er Jahren endeten alle mit vorzeitigen Aufgaben bzw. Disqualifikationen, unter anderem 1985 wegen eines tätlichen Angriffs auf einen Rennkommissär.
Thurau war derjenige deutsche Fahrer, der am häufigsten beim Giro d’Italia startete. Bei seinen sechs Starts beendete er viermal die Rundfahrt und gewann zwei Etappen. Seine beste Platzierung gelang ihm 1983 als Fünfter. 1981 gewann er das traditionsreiche deutsche Eintagesrennen Rund um Frankfurt. 1979 und 1980 gewann er die Derny-Europameisterschaften auf der Bahn.
Die in jungen Jahren stets prognostizierte wirklich große Karriere blieb bei Thurau aus. Er musste sich immer wieder mit dem Vorwurf auseinandersetzen, sein Talent nicht ausgereizt zu haben, was vor allem damit begründet wurde, dass er sich für die lukrativen winterlichen Sechstagerennen verpflichten ließ, statt sich für die Straßensaison zu regenerieren.
Thurau beendete seine Radsport-Karriere im Jahr 1989.

## Doping und Disziplinarisches
Besonders in den späteren Jahren seiner Laufbahn als Radprofi fiel Thurau immer häufiger durch Dopingverstöße auf. Im Jahr 1980 wurde er bei Gent-Wevelgem positiv getestet und erhielt eine Geldstrafe von 1000 Schweizer Franken. Eine zweite positive Probe bei der Tour de Romandie wurde wegen eines Formfehlers nicht gewertet und der Verstoß nicht geahndet. 
Bei den Deutschen Meisterschaften 1980 ergab sich eine positive A-Probe (Amphetamin), jedoch war die B-Probe negativ. Laut Bund Deutscher Radfahrer war bei der ersten Analyse aus unbekanntem Grund Urin untersucht worden, der nicht von Thurau stammte.
Wegen eines Dopingverstoßes während der achten Etappe der Tour de France 1987 wurde er nachträglich auf den letzten Platz dieses Tagesabschnittes gesetzt, für einen Monat gesperrt und musste 5000 Franken Geldbuße zahlen. Thurau beteuerte damals entschieden seine Unschuld.
Nach dem Ende seiner Laufbahn gestand er regelmäßigen Gebrauch von leistungssteigernden Mitteln ein.
Wegen eines tätlichen Angriffs auf einen Kommissär, der ihn wegen verbotenen Windschattenfahrens bei einem Zeitfahren mit einer Zeitstrafe belegt hatte, wurde Thurau von der Tour de France 1985 ausgeschlossen.

## Privates
Thuraus Manager war sein Vater Helmut, der ihn während seiner Laufbahn betreute.
Thurau ist geschieden und hat zwei Söhne, Björn (* 1988) und Urs, die ebenfalls Radrennfahrer waren. Nach seiner Radsportkarriere arbeitet er als professioneller Tennistrainer und als Immobilienkaufmann. Er lebt mit seiner Lebensgefährtin in der Schweiz.

## Wichtige Platzierungen
| Grand Tour            | 1975 | 1976 | 1977 | 1978 | 1979 | 1980 | 1981 | 1982 | 1983 | 1984 | 1985 | 1986 | 1987 |
| --------------------- | ---- | ---- | ---- | ---- | ---- | ---- | ---- | ---- | ---- | ---- | ---- | ---- | ---- |
| Vuelta a EspañaVuelta | 5    | 4    | –    | –    | –    | –    | –    | –    | 36   | –    | –    | –    | –    |
| Giro d’ItaliaGiro     | –    | –    | –    | DNF  | –    | –    | 14   | DNF  | 5    | –    | –    | 18   | 52   |
| Tour de FranceTour    | –    | –    | 5    | –    | 10   | DNF  | –    | DNF  | –    | –    | DSQ  | –    | DNF  |

| Weltmeisterschaft   | 1975 | 1976 | 1977 | 1978 | 1979 | 1980 | 1981 | 1982 | 1983 | 1984 | 1985 | 1986 | 1987 |
| ------------------- | ---- | ---- | ---- | ---- | ---- | ---- | ---- | ---- | ---- | ---- | ---- | ---- | ---- |
| StraßenrennenStraße | DNF  | 48   | 2    | 14   | 2    | –    | 62   | 34   | –    | –    | DNF  | DNF  | DNF  |

| Monument                 | 1975 | 1976 | 1977 | 1978 | 1979 | 1980 | 1981 | 1982 | 1983 | 1984 | 1985 | 1986 | 1987 |
| ------------------------ | ---- | ---- | ---- | ---- | ---- | ---- | ---- | ---- | ---- | ---- | ---- | ---- | ---- |
| Mailand–Sanremo          | –    | –    | 22   | 26   | 22   | 14   | 54   | –    | –    | –    | –    | –    | –    |
| Flandern-Rundfahrt       | –    | 20   | 9    | 28   | –    | –    | –    | –    | –    | –    | –    | –    | –    |
| Paris–Roubaix            | –    | 23   | 8    | 12   | 14   | 3    | 31   | –    | –    | –    | –    | –    | –    |
| Lüttich–Bastogne–Lüttich | 32   | 14   | 3    | 2    | 1    | –    | –    | –    | –    | –    | –    | –    | 71   |
| Lombardei-Rundfahrt      | –    | –    | –    | –    | –    | –    | –    | –    | –    | –    | –    | –    | –    |